# أرنبوس ظبائي
الأرنبوس الظبائي أو القواع الظبّائي (الإسم العلمي:Lepus alleni)، هو نوع من الثدييات يتبع فصيلة الأرانب ضمن رتبة الأرنبيات. يستوطن أمريكا الشمالية، وهي أكبر أنواع جنس القواعات.